# HCM-6A
HCM-6A es una galaxia que fue descubierta en 2002 por el equipo dirigido por Esther Hu de la Universidad de Hawái, utilizando el Telescopio Keck II en Hawái. HCM-6A está localizada detrás del cúmulo de galaxias Abell 370, cercano a M77, en la constelación de Cetus. Su posición permitió a los astrónomos usar a Abell 370 como un lente gravitacional para obtener una imagen más clara del objeto.
En el momento de su descubrimiento, HCM-6A fue el objeto astronómico más lejano que se conocía. Esta galaxia superó a SSA22−HCM1 (z = 5,74) como la galaxia normal más distante conocida, y al cuásar SDSSp J103027.10+052455.0 (z = 6,28) como el objeto más distante conocido. En 2003 se descubrió SDF J132418.3+271455 (z = 6,578), y arrebató a HCM-6A el título del objeto más remoto, la galaxia más remota y la galaxia normal más remota.